# オセオラ郡 (ミシガン州)
オセオラ郡（英: Osceola County）は、アメリカ合衆国ミシガン州ロウアー半島の中央部に位置する郡である。2010年国勢調査での人口は23,528人であり、2000年の23,197人から1.4%増加した。郡庁所在地はリードシティ市（人口2,425人）であり、同郡で人口最大の都市でもある。
オセオラ郡は1840年4月1日に設立され、郡名はオタワ族インディアンの指導者に因み、「アンワッティン郡」と名付けられた。1843年3月8日にセミノール族の指導者から「オセオラ」と改名された。当初は管理目的からオタワ郡に、1855年にはメイソン郡に、1857年にはニウェーゴ郡に、1859年にはメコスタ郡に付設された。郡政府は1869年に組織化され、ハーシーが最初の郡庁所在地になった。1927年に郡庁所在地を現在のリードシティに移した。

## 地理
アメリカ合衆国国勢調査局に拠れば、郡域全面積は573.10平方マイル (1,484.3 km2)であり、このうち陸地565.98平方マイル (1,465.9 km2)、水域は7.12平方マイル (18.4 km2)で水域率は1.24%である。

### 主要高規格道路
- アメリカ国道10号線
- アメリカ国道131号線
- アメリカ国道131号線産業道路、リードシティ市の中心街を通る環状線
- ミシガン州道61号線
- ミシガン州道66号線
- ミシガン州道115号線

### 隣接する郡
- ミソーキー郡 - 北東
- ウェックスフォード郡 - 北西
- クレア郡 - 東
- レイク郡 - 西
- メコスタ郡 - 南

## 人口動態
以下は2000年の国勢調査による人口統計データである。
| 基礎データ - 人口: 23,197人 - 世帯数: 8,861 世帯 - 家族数: 6,415 家族 - 人口密度: 16人/km2（41人/mi2） - 住居数: 12,853軒 - 住居密度: 9軒/km2（23軒/mi2） 人種別人口構成 - 白人: 97.51% - アフリカン・アメリカン: 0.35% - ネイティブ・アメリカン: 0.50% - アジア人: 0.22% - 太平洋諸島系: 0.02% - その他の人種: 0.20% - 混血: 1.21% - ヒスパニック・ラテン系: 0.99% 先祖による構成 - ドイツ系：26.0％ - イギリス系：11.9％ - アメリカ人：11.0％ - アイルランド系：8.8％ - オランダ系：6.5％ - ポーランド系：5.2％ 言語による構成 - 英語：96.8％ - ドイツ語：1.1％ - スペイン語：1.0％ | 年齢別人口構成 - 18歳未満: 27.1% - 18-24歳: 8.0% - 25-44歳: 26.5% - 45-64歳: 24.2% - 65歳以上: 14.2% - 年齢の中央値: 38歳 - 性比（女性100人あたり男性の人口） - 総人口: 97.7 - 18歳以上: 94.7 世帯と家族（対世帯数） - 18歳未満の子供がいる: 32.9% - 結婚・同居している夫婦: 58.1% - 未婚・離婚・死別女性が世帯主: 9.7% - 非家族世帯: 27.6% - 単身世帯: 22.6% - 65歳以上の老人1人暮らし: 9.8% - 平均構成人数 - 世帯: 2.58人 - 家族: 3.01人 収入と家計 - 収入の中央値 - 世帯: 34,102米ドル - 家族: 39,205米ドル - 性別 - 男性: 29,837米ドル - 女性: 22,278米ドル - 人口1人あたり収入: 15,632米ドル - 貧困線以下 - 対人口: 12.7% - 対家族数: 9.5% - 18歳未満: 15.9% - 65歳以上: 10.3% |

## 郡政府
郡政府は郡監獄の運営、地方道の維持、地方裁判所の運営、権利譲渡と抵当権設定記録など重要記録の維持、公衆衛生規制の管理、福祉など社会サービスの項目で州の施策への参加を行う。郡政委員会は予算を管理するが、法や条例を作るのは限定付き権限である。ミシガン州では、警察と消防、建設と区画割、税評価、街路維持など地方政府の大半機能は個々の都市と郡区の責任である。

## 郡区
オセオラ郡は下記16の郡区に分割されている。
| - バーデル - シーダー - エバート - ハートウィック | - ハーシー - ハイランド - ルロイ - リンカーン | - マリオン - ミドルブランチ - オリエント - オセオラ | - リッチモンド - ローズレイク - シャーマン - シルバン |

## 都市と町
| 都市 - エバート - リードシティ - 郡庁所在地 | 村 - ハーシー - ルロイ - マリオン - タスティン | 未編入の町 - シアーズ |